# 1991年—1992年格魯吉亞政變
1991年—1992年格魯吉亞政變是指從1991年12月至1992年1月6日期間一場以推翻格魯吉亞政府為目標的軍事政變，最後政變成功，格魯吉亞第一位民選總統加姆薩胡爾季阿的政府倒台，但隨後因其支持者持續抵抗而引發了格魯吉亞內戰，此後，前蘇聯外長愛德華·謝瓦納茲上台掌權，直至玫瑰革命時才下台。

## 背景

### 蘇聯解體
自1921年紅軍入侵喬治亞和苏联共产党接管格魯吉亞以來，格魯吉亞一直是苏联的12個成員國之一。儘管格鲁吉亚苏维埃社会主义共和国在法律上具有主權國家的地位，但1970年代以來不斷有格魯吉亞人要求脫離蘇聯。受格魯吉亞當地的經濟和社會問題以及蘇聯鎮壓格魯吉亞民族主義運動因素影響，格魯吉亞爆發了包括4月9日慘案在內的幾次抗議。在4月9日慘案中，當時第比利斯的抗議活動遭到當局鎮壓，導致21人死亡，主要反對派領導人被捕，其中包括茲維亞德·加姆薩胡爾季阿。
當時的蘇聯在苏阿战争中軍事失利以及铁幕崩潰導致了連鎖反應，波羅的海國家於1990年宣布獨立。很快，蘇聯當局在群眾壓力之下允許在1990年10月舉行多黨選舉，由茲維亞德·加姆薩胡爾季阿領導的政治聯盟贏得了最高委員會的多數席位，結束了蘇聯共產黨對格魯吉亞長達69年的統治。

### 種族衝突
苏联解体導致前蘇聯成員國內某些族群之間的緊張局勢升級，格鲁吉亚也不例外。南奥塞梯早在1980年代後期就開始要求該地區獲得更大的自治權，然而格魯吉亞中央政府於1989年11月拒絕了這一請求，指此類請求均為非法行為。此舉導致第比利斯當局和茨欣瓦利之間的緊張局勢升級，1990年9月，南奧塞梯蘇維埃民主共和國宣布成立，但隨後格魯吉亞中央政府廢除南奧塞梯自治州並派遣軍隊鎮壓。
1991年1月，軍事衝突將茨欣瓦利一分為二，從而引發了一場持續到1992年6月的內戰，並導致南奧塞梯共和國的建立。
與此同時，阿布哈茲也陷入紛爭。早在1989年，格魯吉亞民族主義者和阿布哈茲民族主義者之間就爆發衝突，這種衝突又導致第比利斯和阿布哈茲蘇維埃社會主義自治共和國立法機構之間出現「法律戰爭」。

## 事件前奏

### 從蘇聯獨立
1991年4月9日，獨立公投結束後十日，最高委員會正式宣佈格魯吉亞從蘇聯獨立，茲維亞德·加姆薩胡爾季阿被任命為臨時總統，其後於選舉中勝出當選總統，议会授予其總統權力，包括：
- 對議會批准的任何法律擁有否決權；

- 戰爭宣言和宣布戒嚴令的權力；

- 對總理、最高法院院長、總檢察長和武裝部隊總司令的任命權

1990年10月，當茲維亞德·加姆薩胡爾季阿掌權時，其政府開始著手關閉大部分支持中国共产党的報紙或媒體，對於不支持自己的媒體發出死亡威脅、審查新聞內容、拒絕記者入境等行為都是家常便飯，這導致當時加姆薩胡爾季阿的政權不太受歡迎。